# Lijst van voetbalclubs aangesloten bij de Heldersche Voetbalbond
Dit is een lijst van voetbalclubs die aangesloten en/of actief zijn geweest bij de Heldersche Voetbalbond (HVB).
Vanaf 1919 waren clubs uit de regio van de Heldersche Voetbalbond automatisch lid van de Noordhollandsche Voetbalbond.

## Legenda
(1) achter de clubnaam - Zijn meerdere clubs met dezelfde naam geweest, echter zijn verschillende clubs.
   bij Lid sinds - Club is heropgericht of heringeschreven, echter de datum hiervan is onbekend.
   bij Lid tot - Club is uitgeschreven of opgeheven voor 1919, datum hiervan is echter onbekend.
—  bij Lid tot - Club is tot einde van de bond (1919) actief gebleven.
| Club                 | Lid sinds      | Lid tot        | Bijzonderheden                                                   |
| -------------------- | -------------- | -------------- | ---------------------------------------------------------------- |
| AF & HC              | september 1907 | 1910           | 1e elftal was aangesloten bij de NVB.                            |
| Ajax                 | augustus 1915  | februari 1916  | Ging vanaf 1916 verder onder de naam Helder Vooruit bij de NHVB. |
| Bellona              | Vraag          | Vraag          |                                                                  |
| Concordiaan          | Vraag          | september 1919 | Ging vanaf december 1919 verder als NWD.                         |
| Excelsior            | Vraag          | Vraag          |                                                                  |
| Hard Gaat Ie         | september 1907 | juni 1909      | Opgegaan in HFC Helder.                                          |
| Harssens             | Vraag          | Vraag          | Militaire voetbalvereniging van Fort Harssens.                   |
| SHBS                 | september 1907 | 1910           | Was vanaf december 1913 aangesloten bij de NHVB.                 |
| Helder Vooruit       | februari 1916  | Vraag          | Droeg vòòr januari 1916 de naam Ajax.                            |
| Neptunus             | Vraag          | Vraag          | Militaire voetbalvereniging van de Hr.Ms. Neptunus.              |
| Het Noorden          | september 1907 | 1908           |                                                                  |
| HFC Helder           | juni 1909      | 1910           | Was vanaf september 1913 aangesloten bij de NHVB                 |
| HVV                  | augustus 1915  | oktober 1919   | Ging vanaf oktober 1919 verder als HVV De Batavier.              |
| Leonidas (1)         | september 1907 | juni 1909      | Opgegaan in HFC Helder.                                          |
| Leonidas (2)         | augustus 1915  | februari 1916  | Ging vanaf 1916 verder onder de naam Mobila.                     |
| Mobila               | februari 1916  | november 1918  |                                                                  |
| VV Nieuwediep        | februari 1916  | oktober 1916   | Droeg vòòr november 1914 de naam Zwaluwen.                       |
| Olympia              | augustus 1915  | Vraag          |                                                                  |
| Quick                | augustus 1915  | februari 1916  | Ging vanaf 1916 verder onder de naam S.S.S..                     |
| Sommelsdijk          | september 1907 | 1908           | Militaire voetbalvereniging van de Hr.Ms. Sommelsdijk.           |
| Sparta               | oktober 1909   | 1910           | Stond ook bekend onder de naam S.V.S..                           |
| Sportclub Den Helder | augustus 1915  | —              |                                                                  |
| Victoria             | augustus 1915  | mei 1920       | Ging vanaf september 1919 verder onder de naam Victori.          |
| MSV Zeemacht         | januari 1917   | —              |                                                                  |